# Religión en Corea
La religión en Corea se refiere a varias tradiciones religiosas practicadas en la península de Corea. La religión indígena más antigua de Corea es el chamanismo coreano, el cual ha sido transmitido desde la prehistoria hasta la actualidad. El budismo se introdujo en Corea desde China en la era de los Tres Reinos en el siglo IV, floreciendo hasta la Dinastía Joseon, cuando el confucianismo coreano se convirtió en la religión de estado. Durante los últimos años de la dinastía Joseon, en el siglo XIX, el cristianismo empezó a ganar popularidad en Corea. Aunque tanto el cristianismo como el budismo tuvieron un papel importante en la resistencia a la ocupación japonesa de Corea en la primera mitad del siglo XX, solo el 4% de los coreanos eran miembros de una organización religiosa en 1940.
Desde la división de Corea en dos estados soberanos en 1945 —Corea del Norte y Corea del Sur—la vida religiosa en los dos países ha divergido, moldeada por diferentes estructuras políticas. La religión en Corea del Sur se ha caracterizado por un incremento del cristianismo y un renacimiento del budismo, aunque la mayoría de surcoreanos no tienen una afiliación religiosa. La religión en Corea del Norte se caracteriza por el ateísmo de Estado, en el que no existe la libertad de religión. La ideología Juche, la cual promueve el culto a la personalidad, es considerada por expertos como la religión nacional del país.